# Елизабет фон Золмс-Лаубах
Елизабет фон Золмс-Лаубах (на немски: Elisabeth zu Solms-Laubach; * 6 март 1549, Лаубах; † 15 август 1599, Диленбург) е графиня от Золмс-Лаубах и чрез женитба графиня на Сайн-Витгенщайн.

## Произход
Тя е дъщеря на граф Фридрих Магнус I фон Золмс-Лаубах и съпругата му графиня Агнес фон Вид, дъщеря на граф Йохан III фон Вид и Елизабет фон Насау-Диленбург.

## Фамилия
Елизабет се омъжва на 13 януари 1566 г. в Лаубах за граф Лудвиг I фон Сайн-Витгенщайн (1532 – 1605), Тя е втората му съпруга. Те имат децата:
- Агнес (1569 – 1617), омъжена 1590 г. за граф Йохан Албрехт I фон Золмс-Браунфелс (1563 – 1623)
- Вилхелм II (1569 – 1623), граф цу Сайн-Витгенщайн-Хахенбург, женен I. 1591 г. за Анна Елизабет фон Сайн (1572 – 1608), II. 1609 г. за Анна Отилия фон Насау-Вайлбург (1592 – 1635)
- Лудвиг II (1571 – 1634), граф цу Сайн-Витгенщайн-Витгенщайн, женен 1598 г. за Юлиана фон Золмс-Браунфелс (1578 – 1630)
- Анна (1570 – 1571)
- Конрад (1572 – 1573)
- Фридрих Магнус (1574)
- Магдалена (1575 – 1634), омъжена на 5 септември 1619 г. за барон Вилхелм фон Винебург-Байлщайн († 1637)
- Еберхард (1576)
- Анна Елизабет (1577 – 1580)
- Филип (1579 – 1580)
- Ерика (1580 – 1657)
- Елизабет (1581 – ок. 1600), омъжена 1600 г. за ландграф маршал Максимилиан фон Папенхайм († 1639)
- Юлиана (1583 – 1627), омъжена 1616 г. за граф Волфганг Ернст I фон Изенбург-Бюдинген(1560 – 1633)
- Гебхард (1584 – 1602)
- Амалия (1585 – 1633), омъжена 1605 г. за граф Георг фон Насау-Диленбург (1562 – 1623)
- Бернхард (1587 – 1616)
- Катарина (1588 – 1651), омъжена 1615 г. за княз Лудвиг Хайнрих фон Насау-Диленбург († 1662)